# Manuel José Sanz
Manuel José Sanz, Yuve nació en Valencia, Imperio español, 1 de septiembre de 1756. Jurista, político, ideólogo de la Independencia y periodista.

## Biografía
En 1778 obtuvo el grado de licenciado en leyes en la Universidad de Caracas. En Santo Domingo, la Real Audiencia de la isla le otorgó el título de abogado.
En 1786 se casó en Caracas con Alejandra Fernández Andrade. Ese año también fue designado relator de la recién creada Real Audiencia de Caracas. Fue secretario y decano del Colegio de Abogados de Caracas, y curador de Simón Bolívar cuando éste era niño. Desde 1793 fue miembro y asesor jurídico del Real Consulado de Caracas.
Fue expulsado, por el capitán general Juan de Casas, a Puerto Rico en 1809 debido a una disputa que tuvo con la familia del marqués del Toro. Volvió a Venezuela varios meses después de los acontecimientos del 19 de abril de 1810.
Entre noviembre de 1810 y julio de 1811 redactó el Semanario de Caracas con José Domingo Díaz, en cuyas páginas escribió sobre política. Ejerció la Secretaría del Congreso de 1811 por un corto período; luego fue Secretario de Estado, Guerra y Marina.
Estuvo al frente de la Cámara Provincial de Caracas en 1812, y volvió a la Secretaría de Estado por breve tiempo después de la caída de la Primera República. Fue prisionero en los calabozos de Puerto Cabello, y liberado en junio de 1813. En agosto de ese año participó de nuevo en la lucha por la Independencia al lado de los patriotas, cuando llegó Simón Bolívar a Caracas.
Emigró a oriente en agosto de 1814, y llegó a la isla de Margarita. El 5 de diciembre murió en la Batalla de Urica, donde el ejército realista, liderado por José Tomás Boves, venció a las tropas republicanas.

## Fuente
- Sala Virtual de Investigación del CIC-UCAB

- Datos: Q5993383